# Trees Pieters
Maria Pieters (Kortrijk, 1 februari 1945), beter bekend onder haar roepnaam Trees Pieters, is een voormalig Belgisch politica van CD&V en zijn voorloper CVP.

## Biografie
Pieters studeerde in 1968 af als licentiate in de handels- en de consulaire wetenschappen aan de Handelshogeschool van Antwerpen en werkte van 1968 tot 1978 op de boekhouding in het familiebedrijf van haar man, de nv Van Hulle Bouwmaterialen.
Ze was vanaf 1969 op lokaal niveau actief binnen NCMV, twee jaar later werd ze nationaal actief binnen deze organisatie als voorzitter van de NCMW-groep 'Vrouwen en Beleid'. In 1977 en 1978 was Pieters kandidaat voor de Kamer van volksvertegenwoordigers op de vierde plek van de CVP-lijst in het arrondissement Roeselare-Tielt, maar ze raakte geen van beide keren verkozen. Vanaf 1978 werd ze beroepshalve actief in de politiek en werd ze tot 1995 voor verschillende CVP-ministers werkzaam als kabinetsmedewerkster voor economische en middenstandsdossiers. Vanaf 1982 was ze lokaal voorzitster van CVP Tielt. Deze functie zou ze uitoefenen tot 1988. Kort daarvoor, in 1987, was ze een eerste maal verkozen als provincieraadslid van West-Vlaanderen. Deze functie zou ze uitoefenen tot in 1995.
In juni 1995 werd ze alsnog lid van de Kamer van volksvertegenwoordigers voor het arrondissement Kortrijk-Roeselare-Tielt als opvolgster van Stefaan De Clerck die minister van Justitie werd. In april 1998 moest ze de Kamer weer verlaten nadat De Clerck ontslag nam na de ontsnapping van Marc Dutroux en terugkeerde naar de Kamer. Eén jaar later, bij de federale verkiezingen van juni 1999, werd ze opnieuw verkozen in de Kamer om er te blijven zetelen tot aan de verkiezingen van juni 2007, waarbij zij niet meer opkwam. Zij verdedigde er vooral de middenstand.
In de Kamer was Pieters van 1995 tot 1998 lid van de commissies Sociale Zaken en Infrastructuur, Verkeer en Overheidsbedrijven. Van 1999 tot 2003 had ze opnieuw zitting in de commissie Sociale Zaken en van 1999 tot 2007 zetelde ze tevens in de commissie Bedrijfsleven, Wetenschapsbeleid, Onderwijs, Nationale Wetenschappelijke en Culturele Instellingen, Middenstand en Landbouw. Eveneens was ze van 1996 tot 1998 lid van de Commissie-Dutroux. De twee andere commissieleden die de CVP mocht leveren waren juristen Jo Vandeurzen en Tony Van Parys.
In de lokale politiek is zij actief geweest als gemeenteraadslid van Tielt, een functie die ze uitoefende van 1989 tot 1994 en opnieuw van 2001 tot 2006.